# Letteratura grigia

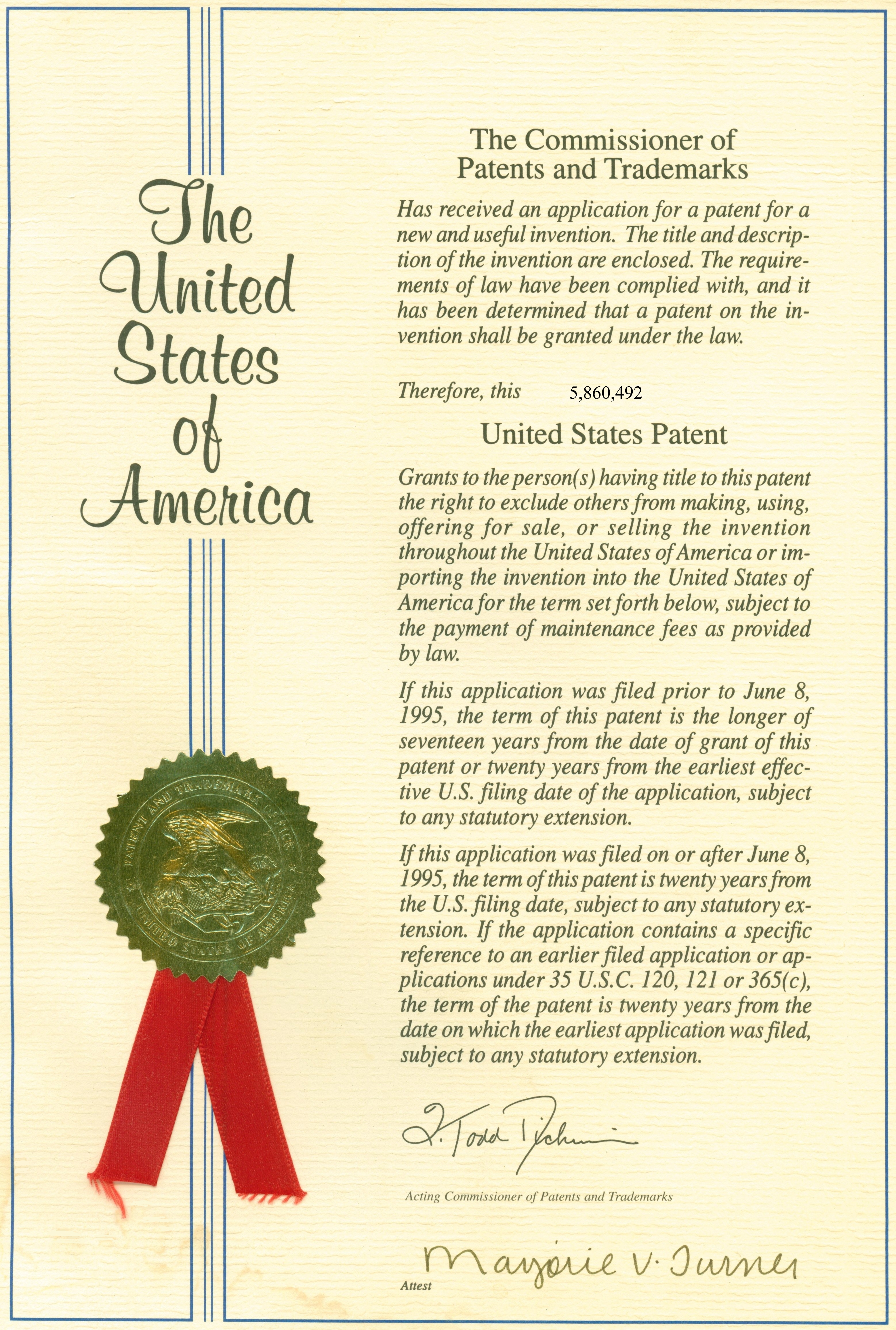
Un brevetto, esempio di letteratura grigia

La letteratura grigia è l'insieme dei testi non pubblicati attraverso i normali canali del commercio librario, ma diffusi, dagli stessi autori o da enti e organizzazioni pubbliche e private, all'interno dell'ente che li produce, senza fini di lucro. Il termine è usato prevalentemente in biblioteconomia, in ambito documentalistico e in ambito scientifico.

## Definizione
La definizione di "Letteratura grigia" accettata in ambito scientifico è quella concordata nel corso del "Congresso internazionale sulla letteratura grigia" svoltosi a Lussemburgo nel 1997, aggiornata nel Congresso di New York del 2004 e più recentemente, nel dicembre 2006, nel corso dell'8º Congresso internazionale sulla letteratura grigia Harnessing the Power of Grey svoltosi a New Orleans:
"Informazione prodotta a livello governativo, accademico o industriale, in formato elettronico e cartaceo, non controllata dall'editoria commerciale, cioè da organismi o enti produttori la cui attività principale non sia quella editoriale."

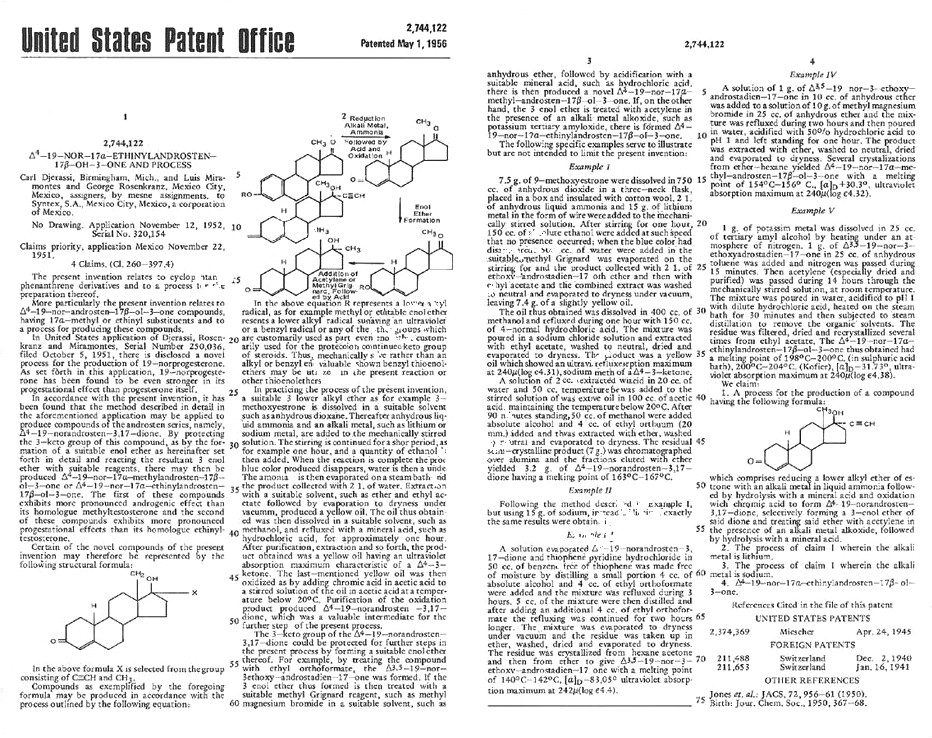
Il brevetto della pillola anticoncezionale

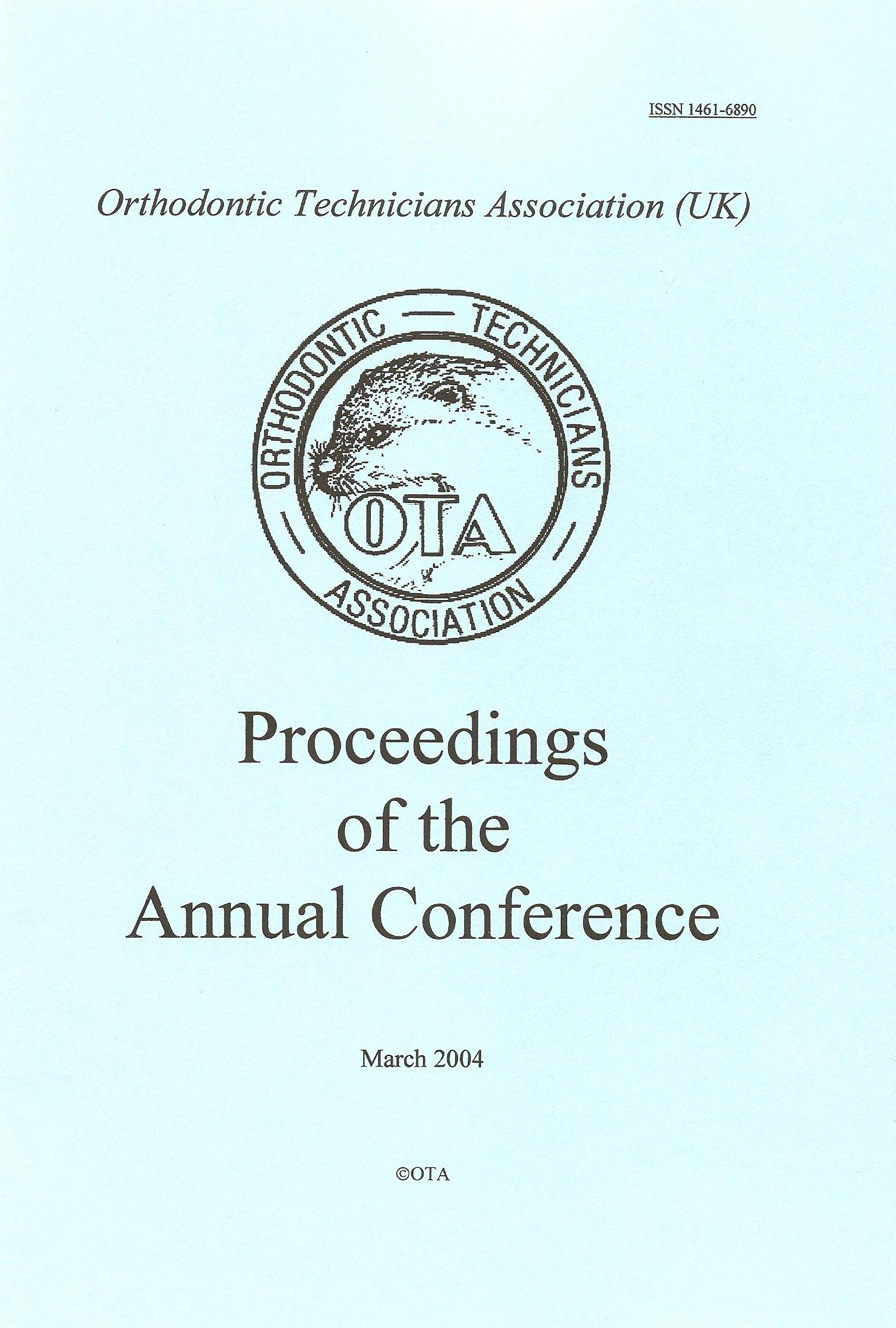
Esempio di Atti congressuali

Fra gli esempi di letteratura grigia:
- brevetti;
- pubblicazioni interne a organizzazioni, pubbliche o private;
- i rapporti tecnici e i rapporti di ricerca;
- i progetti di ricerca;
- gli atti o gli abstract di congressi, convegni e seminari (comprese le presentazioni informatiche multimediali);
- le tesi di laurea;
- le dispense di corsi;
- le linee guida per tecniche di laboratorio e i metodi di analisi;
- preprint di articoli destinati successivamente a pubblicazione.

In ambito storiografico talvolta ci si riferisce alla "letteratura grigia" come a quelle pubblicazioni fatte da storici non accademici e/o poco noti, presso case editrici minori e/o non specializzate, oppure riviste dalla limitata circolazione o dal bassissimo impatto. Non però le tesi di laurea e le pubblicazioni non a stampa, cui ci si riferisce come "manoscritti". La letteratura grigia in ambito storiografico comprende, dunque, sia lavori di carattere storico scientificamente corretti (il peer review non è richiesto nella letteratura storica), anche se magari eseguiti da dilettanti o da persone che non si considerano "storici", sia opere divulgative dal diseguale valore e dalla metodologia spesso zoppicante  .

## Caratteristiche
Prima della diffusione di internet il criterio discriminante era il fatto che si trattava di materiale spesso privo dei dati bibliografici che ne avrebbero consentito l'identificazione, rintracciabile solo presso gli addetti ai lavori ai quali era espressamente destinato. Il termine collettivo "letteratura grigia" evidenziava le difficoltà di accesso e gestione di documenti definiti pertanto per esclusione, in contrapposizione alla letteratura "bianca", visibile e fruibile da tutti. Questo tipo di documentazione, tuttavia, ha sempre avuto un ruolo importante tra gli addetti ai lavori, soprattutto in ambito scientifico, perché consentiva la circolazione veloce di informazioni che non potevano essere diffuse altrimenti attraverso i canali più tradizionali (periodici e monografie).
Con la diffusione del web il materiale liberamente accessibile si è enormemente allargato fino ad arrivare a comprendere tanto documenti inizialmente composti a stampa quanto, genericamente, altro materiale. Le tesi di laurea, tradizionalmente dattiloscritte, vengono attualmente redatte in formato elettronico e perciò sono facilmente trasferibili nella stesura originale sul web.
All'interno della letteratura grigia si sta tentando ora la costruzione di veri e propri repertori che, ovviamente, non potranno essere esaustivi di tutta la letteratura grigia cartacea, mentre per quella elettronica suppliscono già, sia pure con finalità leggermente diverse, i potenti motori di ricerca di cui il web dispone: inserendo una parola significativa in un motore di ricerca è attualmente molto semplice aver accesso a questo tipo di documentazione. Tuttavia ciò può costituire un serio problema; si pensi, ad esempio al pericolo derivante dalla diffusione di dati sensibili o a quello derivante dall'inserimento in Review sistematiche (meta-analisi) di documentazione non validata.

## Catalogazione
Nonostante la sua grande importanza dal punto di vista della documentazione, tale tipo di letteratura è spesso, e a parere di molti negativamente, trascurata. Oltre alla obiettiva difficoltà del reperimento dei materiali da catalogare, un ulteriore problema è costituito dal fatto che, tradizionalmente, tali materiali non vengono abitualmente collezionati e catalogati alla fonte dalle biblioteche che si limitano ad adottare gli standard usati per le monografie e i periodici.

## Valore documentaristico e/o scientifico
Il valore documentaristico della letteratura grigia è enorme, se non altro per le indicazioni che  fornisce sulla presenza di un determinato fenomeno. Il valore scientifico è ovviamente il più disparato possibile: si va dalle notizie del tutto inattendibili, a documenti di indubbio valore scientifico, soprattutto in materie di nicchia.
Un discorso a parte è quello delle tesi di laurea e di dottorato. In Francia il sistema bibliotecario centrale le classifica unitariamente, insieme a quelle francofone di tutto il mondo. In Italia copie di tutte le tesi di dottorato devono essere depositate presso le Biblioteche Nazionali di Roma e Firenze, mentre le tesi di laurea vengono conservate solo dalle singole università, e l'accesso a queste ultime è maggiormente finalizzato all'esigenza di controllarne la copiatura che non alla loro messa a disposizione per ragioni di conoscenza.